# Обговорення
Обгово́рення:
1. Обмін поглядами, міркуваннями, враженнями і т. ін. з ким-небудь, детально аналізуючи, розглядаючи щось. // Висловлювання по черзі про кого-, що-небудь, даючи певну оцінку; оцінювання.
2. розмовне слово. Безпідставний осуд, звинувачення кого-небудь у чомусь; оговорювання; обмовляння.

Широке публічне обговорення якого-небудь спірного питання називають дискусією.